# Локалита Вилорија (Алесандрија)
Локалита Вилорија је насеље у Италији у округу Алесандрија, региону Пијемонт.
Према процени из 2011. у насељу је живело 5 становника. Насеље се налази на надморској висини од 114 м.